# Собайрке
Собайрке мак Ебрік – (ірл. - Sobairce) – верховний король Ірландії. Час правління: 1155 – 1115 до н. е. (згідно з «Історією Ірландії» Джеффрі Кітінга) [2] або 1533 – 1493 до н. е. (відповідно до «Хроніки Чотирьох Майстрів») [3]. Син Ебріка (ірл. – Ebric), онук Міля Іспанського (ірл. - Míl Espáine). Правив Ірландією разом зі своїм братом – співправителем Кермна Фінном (ірл. – Cermna Finn). 

## Прихід до влади
Диумвірат Кермна Фінн мак Ебрік та Собайрке прийшов до влади після вбивства попереднього короля Ірландії – Еохайда Вдягнутого в битві в Тарі – столиці давньої Ірландії. Ці двоє братів були першими верховними королями Ірландії, хто походив з Уладу – васального королівства на півночі Ірландії (нинішній Ольстер). Захопивши владу, вони розділили Ірландію навпіл по лінії зі сходу на захід: Догеда (ірл. – Drogheda) – Ліммерік (ірл. – Limerick). Кермна правив південною частиною Ірландії з фортеці, що була названа його іменем – Дун Кермна – Фортеця Кермни (ірл. - Dún Cermna). Джеффрі Кітінг пише, що Дун Кермна знаходилась там, де пізніше виникло місто Даунмакпатрік біля Кінселе – графство Корк. Собайрке правив північною половиною Ірландії з фортеці Дун Собайрке (ірл. - Dún Sobairce), що знаходилась біля сучасного Дунсеверік в графстві Антрім (Ольстер). 

## Правління і смерть
Вони правили Ірландією протягом сорока років. Кермна Фінн був вбитий Еохайдом Сіра Сокира в битві під Дун Кермна. Собайрке загинув у тому ж році від руки Еохайда Менна (ірл. - Eochaid Menn) – сина царя фоморів. «Книга Захоплень Ірландії» синхронізує їх правління з часом правління Лаосхенеса – царя Ассирії та Рехобоама – царя Юдеї (що сумнівно) [1]. 